# Kiesdistrict van Bacolod
Het kiesdistrict van Bacolod (Engels: Legislative District of Bacolod), is een administratieve gebied dat wordt gebruikt ten behoeve van de verkiezingen voor het Filipijns Huis van Afgevaardigden. Het kiesdistrict van Bacolod is niet onderverdeeld en de grenzen van het district komen dus overeen met de grenzen van de stad Bacolod. Elke drie jaar kunnen de inwoners van het kiesdistrict een vertegenwoordiger in het Huis kiezen. Sinds de nieuwe Filipijnse Grondwet van 1987 kunnen dergelijke afgevaardigden slechts drie termijnen achtereen in het Huis worden gekozen.
Tot 1972 maakte de stad Bacolod deel uit van het 2e kiesdistrict van Negros Occidental. Tussen 1972 en 1987 bestond het Filipijns Huis van Afgevaardigden niet. Vanaf 1987 heeft Bacolod een eigen afgevaardigde in het Huis.

## Afgevaardigden van Bacolod
| 8e Congres 1987–1992  | Romeo G. Guanzon   |
| 9e Congres 1992–1995  | Romeo G. Guanzon   |
| 10e Congres 1995–1998 | Romeo G. Guanzon   |
| 11e Congres 1998–2001 | Juan Orolajr.      |
| 12e Congres 2001–2004 | Monico Puentevella |
| 13e Congres 2004–2007 | Monico Puentevella |
| 14e Congres 2007–2010 | Monico Puentevella |
| 15e Congres 2010–2013 | Anthony Golez jr.  |
| 16e Congres 2013–2016 | Evelio Leonardia   |
| 17e Congres 2016–2019 | Greg Gasataya      |